# Барковський Борис Володимирович
Барковський Борис Володимирович (1888 — ?) — командир полку Дієвої армії УНР.

## Життєпис
Народився в Єреванській губернії. Походив з родини офіцера. Закінчив Тифліський кадетський корпус, Костянтинівське артилерійське училище (1908), вийшов підпоручиком до 1-го Кавказького гірського артилерійського дивізіону (Карс). 15 серпня 1910 року був переведений до 31-ї артилерійської бригади (Білгород), у складі якої брав участь у Першій світовій війні. Останнє звання у російській армії — підполковник.
З червня 1918 р. — помічник командира 41-го легкого гарматного полку Армії Української держави. З червня 1919 р. до листопада 1919 р. — командир 2-го гарматного полку 1-ї гарматної бригади Північної дивізії Дієвої армії УНР. Подальша доля невідома.